# Ulla Lock
Ulla Lock (* 19. April 1934 in Kopenhagen; † 20. September 2012 in Aarhus) war eine dänische Schauspielerin.

## Leben
Ulla Lock wuchs in Kopenhagen auf. Nach ihrem Schulabschluss absolvierte sie von 1950 bis 1953 ihre Schauspielausbildung an der Eleveskole des Königlichen Theaters Kopenhagen, wo sie auch ihr Bühnendebüt als Darstellerin hatte. Als Bühnendarstellerin wirkte sie in zahlreichen Theaterstücken, Musicals, Varieté-Shows und in Ballett-Aufführungen mit, so unter anderem auch am Folketeatret, am Odense Teater, am Theater Helsingør oder am Aarhus Teater, wo sie langjährig als festes Ensemblemitglied engagiert war. Von 1953 bis 1984 wirkte sie als Schauspielerin vor der Kamera in mehr als 30 Film-und-Fernsehproduktionen mit. Mitte der 1980er-Jahre zog sie sich aus dem Rampenlicht zurück.
Ulla Lock war ab dem 5. Oktober 1962 bis zu seinem Tod mit dem Schauspieler und Fotografen Ole Søgaard (1936–2002) verheiratet. Aus der Ehe gingen ein Sohn und eine Tochter hervor. Das Ehepaar lebte jahrzehntelang in Aarhus. Ulla Lock starb im September 2012 im Alter von 78 Jahren. Ihre Grabstätte befindet sich auf dem Bispebjerg Kirkegård.

## Filmografie (Auswahl)
- 1953: Mein Sohn Peter
- 1954: Liebe auf vier Rädern
- 1957: Henrik und Pernille
- 1959: Onkel Bill aus New York
- 1960: Baronesse
- 1968: Farvel Thomas
- 1971: Erotik
- 1977: Thelma und Irene
- 1977: John, Alice, Peter, Susanne und der kleine Werner
- 1978: Der Baron
- 1979: Ein Haus in der Provinz (Fernsehserie, 1 Folge)
- 1984: En verden der blegner